# Il seminatore (Meunier)
Il seminatore (o anche, per metonimia, "L'agricoltore") è il nome di una scultura in bronzo realizzata nel 1890 da Constantin Meunier, riprodotta pù volte, posta o conservata in alcune città europee. L'opera è approssimativamente a grandezza naturale e raffigura un bracciante agricolo, a piedi nudi e senza camicia, che porta un sacco nella parte sinistra per seminare un terreno. Il motivo dei "lavoratori" è caratteristico nell'attività dell'artista belga, Constantin Meunier.

## Francoforte sul Meno
Una delle copie originali de Il seminatore si trova in un parco di Francoforte: il Günthersburgpark, nel quartiere Nordend-Ost; posto su un piedistallo di pietra di fronte a un gruppo di alberi, subito dietro il cancello sud-occidentale del parco, e fu innalzato nel 1915. Questa scultura è una donazione dell'imprenditore Leo Gans, che in seguito divenne direttore degli stabilimenti Cassella. Nel 1906, poco dopo la morte di Meunier, la città di Francoforte acquistò due sculture di Meunier, Il seminatore e Il portuale (quest'ultimo posto sulla balaustra del Friedensbrücke). Entrambe le sculture sono state pagate con un totale di 150.000 marchi dal fondo culturale donato da Leo Gans. Nel 2009 la scultura, che presentava crepe e segni di ruggine, è stata restaurata da un'azienda specializzata in fusioni artistiche e protetta dalle intemperie sigillando la superficie.

## Berlino
Un'altra versione "tedesca" è allestita a Berlino, presso il colonnato ("Kolonnadenhof") di fronte all'Alte Nationalgalerie, nell'Isola dei Musei. È una delle tre sculture del Kolonnadenhof originali che possono ancora essere viste lì oggi. Questa scultura era di proprietà del produttore di caldaie a vapore Otto Krebs, che ha installato la figura nel giardino della sua tenuta di campagna a Holzdorf, vicino Weimar, e ai cui eredi la scultura è stata restaurata e restituita nel 2008. Con l'aiuto dei fondi in dotazione della "Fondazione culturale degli Stati federali" ("Kulturstiftung der Länder") e della Hermann Reemtsma Stiftung, la Galleria Nazionale è stata in grado di esporre la scultura nel 2010 in un'asta di Christie's a Londra.

## Bruxelles
Tra il 1894 e il 1898 il Giardino Botanico di Bruxelles fu arredato sotto la supervisione di Constantin Meunier con 52 sculture in bronzo, due delle quali sono state create proprio da Meunier: Il mietitore, che rappresenta l'Estate, mentre Il seminatore rappresenta l'Autunno. Oggi sono ancora presenti 30 figure, incluso Il seminatore.

## Altre copie
Altri esemplari si trovano alla Gliptoteca "Carlsberg" di Copenaghen e al Museo M. di Lovanio.
Inoltre, lo stemma comunale di Göldenitz mostra graficamente l'opera così com'è stata ispirata ed interpretata dall'artista di Mölln, Karl-Heinz Goedke.

## Galleria d'immagini

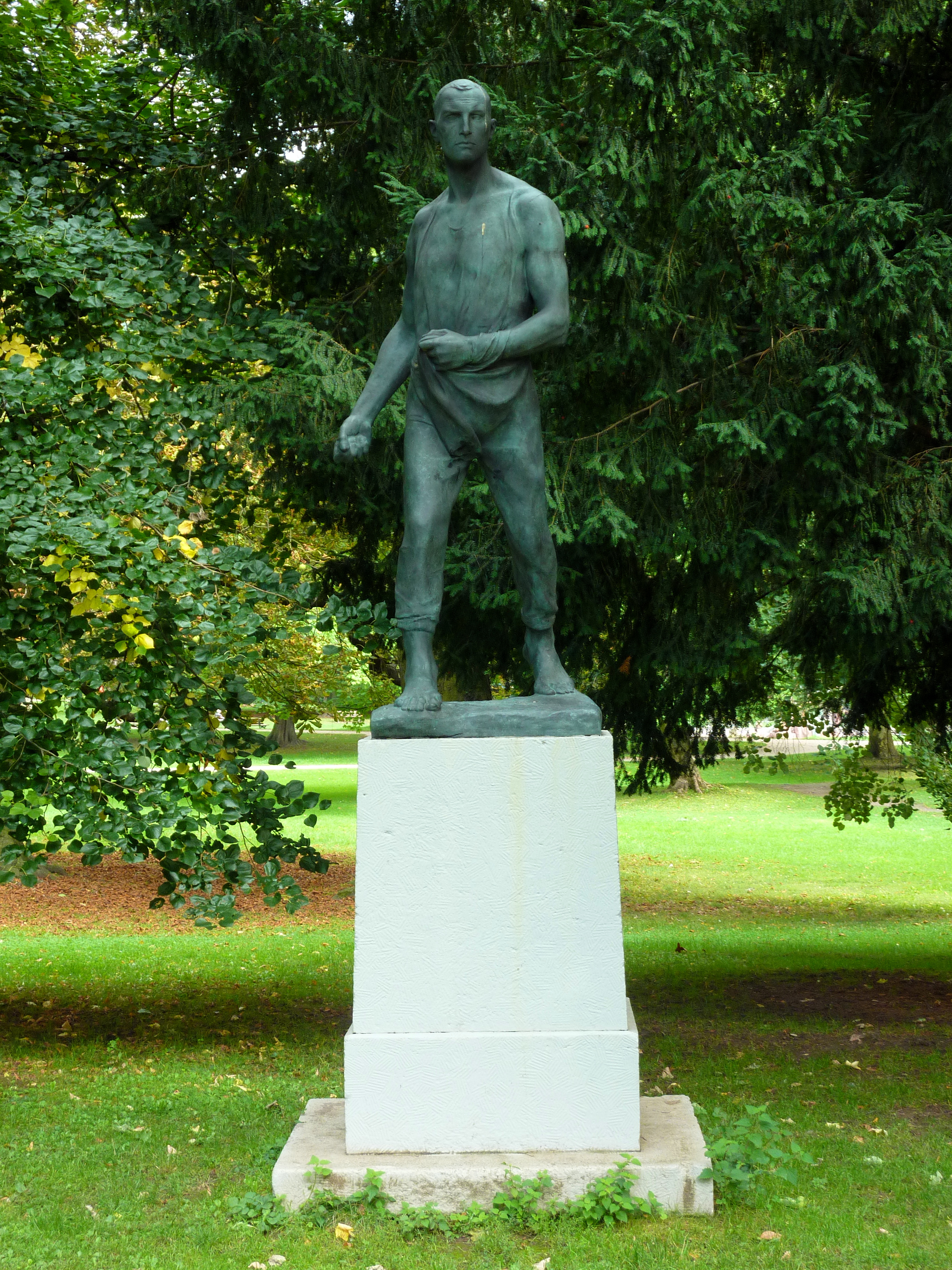
Il seminatore ("Der Sämann"), situtato nel Günthersburgpark di Francoforte.
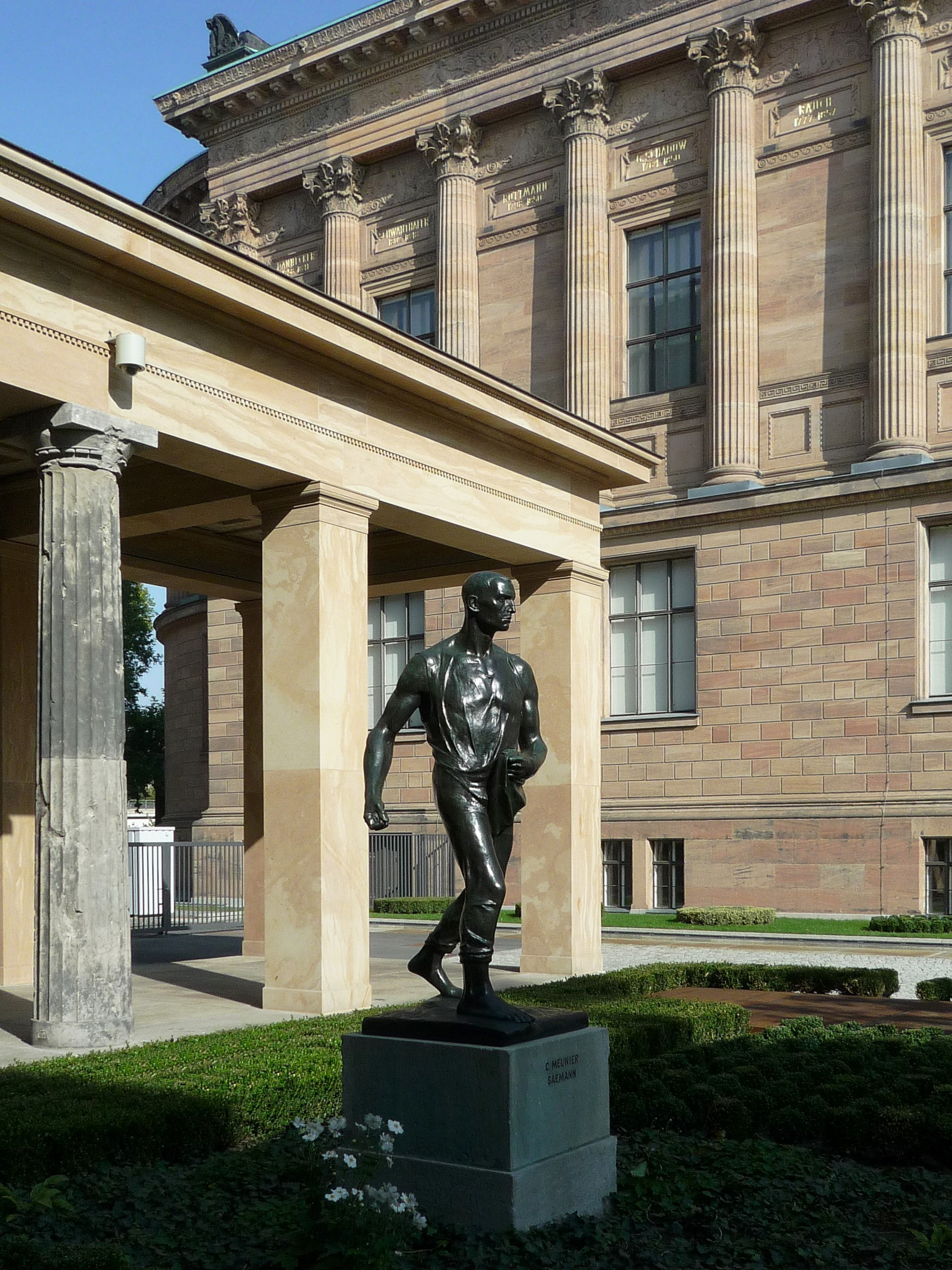
Il seminatore ("Der Sämann"), presso il colonnato ("Kolonnadenhof") dell'Isola dei Musei a Berlino.
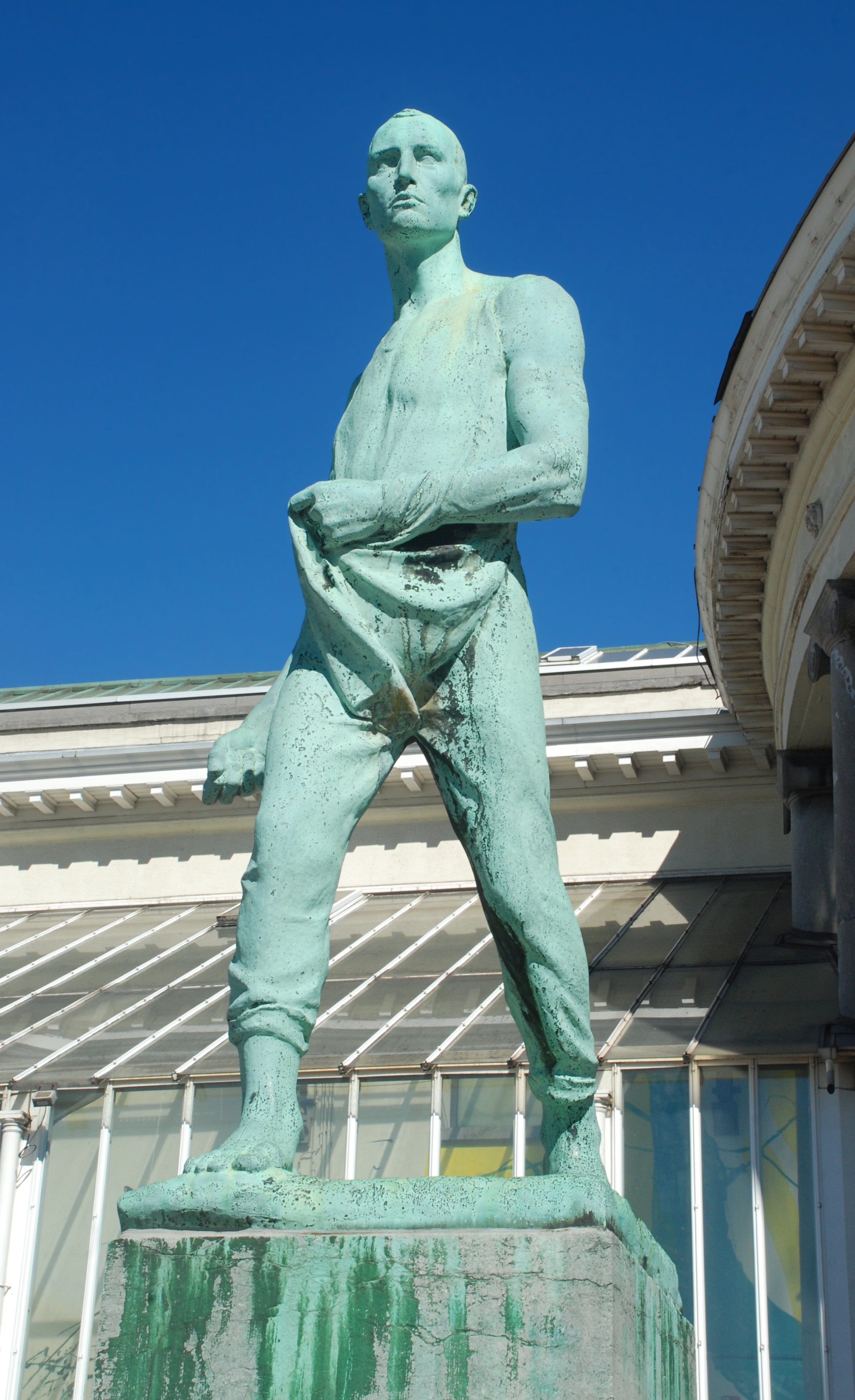
Il seminatore ("Le Semeur"), nel Giardino botanico di Bruxelles.
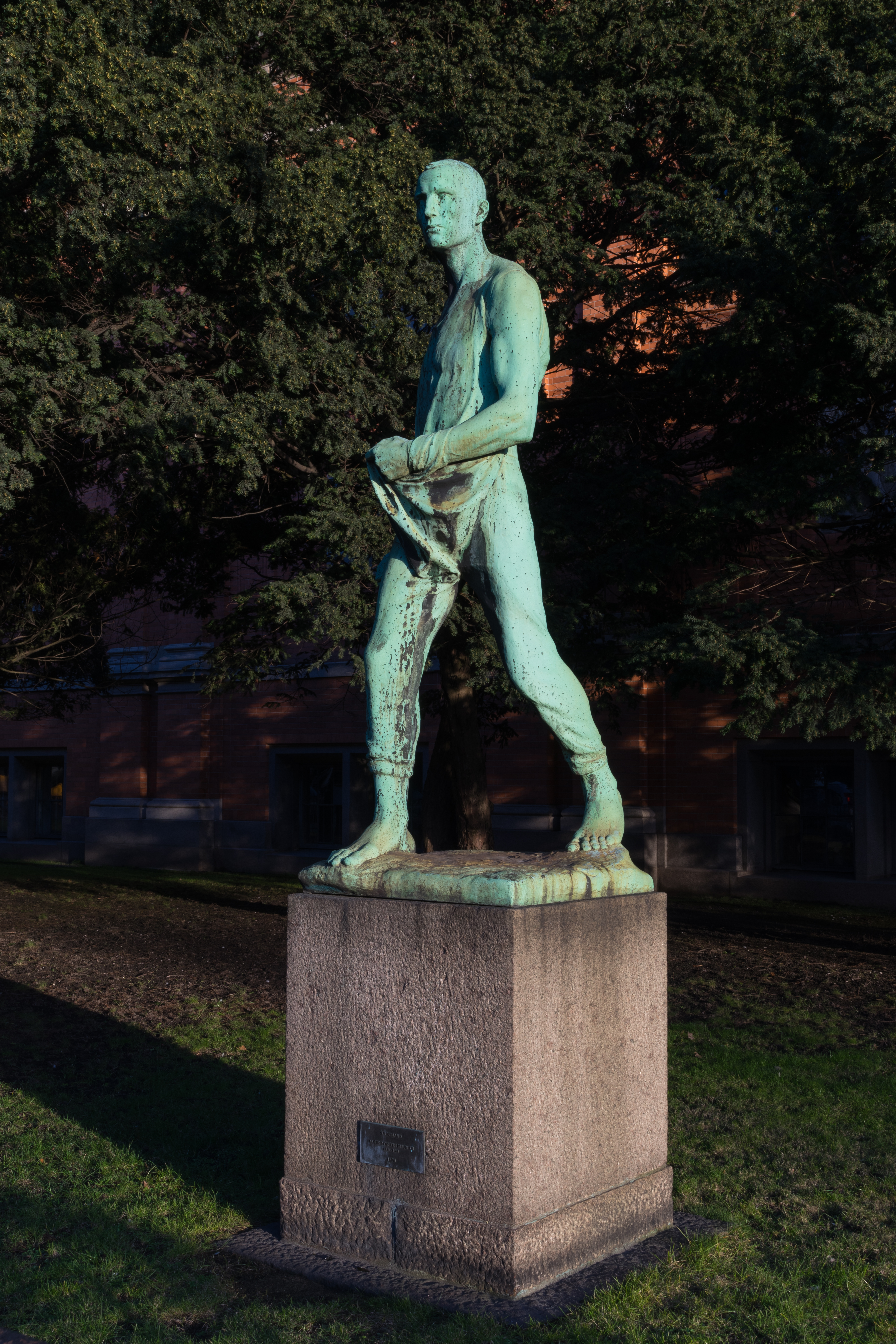
Il seminatore ("Sædemand"; 1896), alla Gliptoteca "Carlsberg" di Copenaghen.
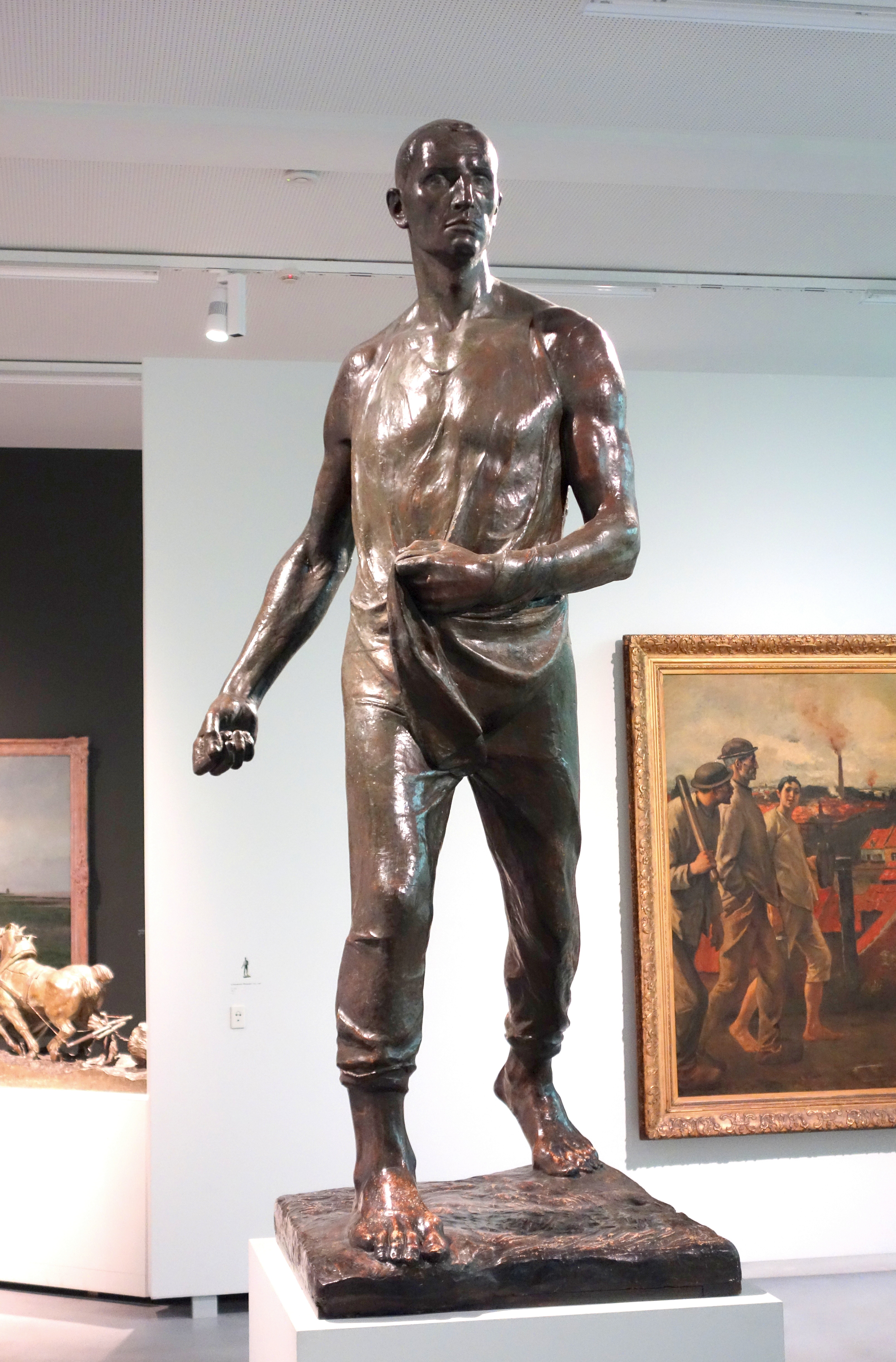
Il seminatore ("De zaaier"; 1893), presso il Museo M. di Lovanio.